# Airbus A310 MRTT
Airbus A310 Multi Role Tanker Transport (MRTT - Vận tải chở dầu đa vai trò) là một máy bay chở dầu tiếp nhiên liệu trên không, được phát triển dựa trên mẫu máy bay dân dụng Airbus A310. Trước đây, A310 chỉ hoạt động thuần túy là máy bay vận tải.

## Thiết kế và phát triển
A310 Multi Role Tanker Transport (MRTT) là phiên bản bắt nguồn từ loại máy bay dân dụng cỡ lớn Airbus A310. Nó được thiết kế như một máy bay hai vai trò là vận tải chở hàng và chở dầu tiếp nhiên liệu trên không.
Máy bay được cải tiến sửa đổi và sản xuất bởi EADS/Airbus. Những sửa đổi bao gồm
- Lắp đặt thêm 2 thiết bị (pod) AAR (air-to-air refueling) dưới mỗi cánh
- Thêm 4 thùng nhiên liệu phụ (tăng thêm 28.000 kg)—tổng sức chứa gần 78.000 kg
- Fuel Operator Station (FOS - Trạm điều khiển nạp nhiên liệu) để điều khiển việc tiếp nhiên liệu, các camera..., radio quân sự và các đèn hiệu bên ngoài. Đối với MRTT, máy bay có một hệ thống video có thể nhìn đêm giám sát từ xa quá trình tiếp cận/tiếp nhiên liệu với các máy bay khác đã được phát triển. Hệ thống (được phát triển bởi một công ty nhỏ là VIDAIR) cho phép máy bay hoạt động trong cả điều kiện ánh sáng nhìn thấy và tia hồng ngoại.
- Gia cố cánh và sàn, tầng máy bay
- Sửa đổi nhỏ buồng lái

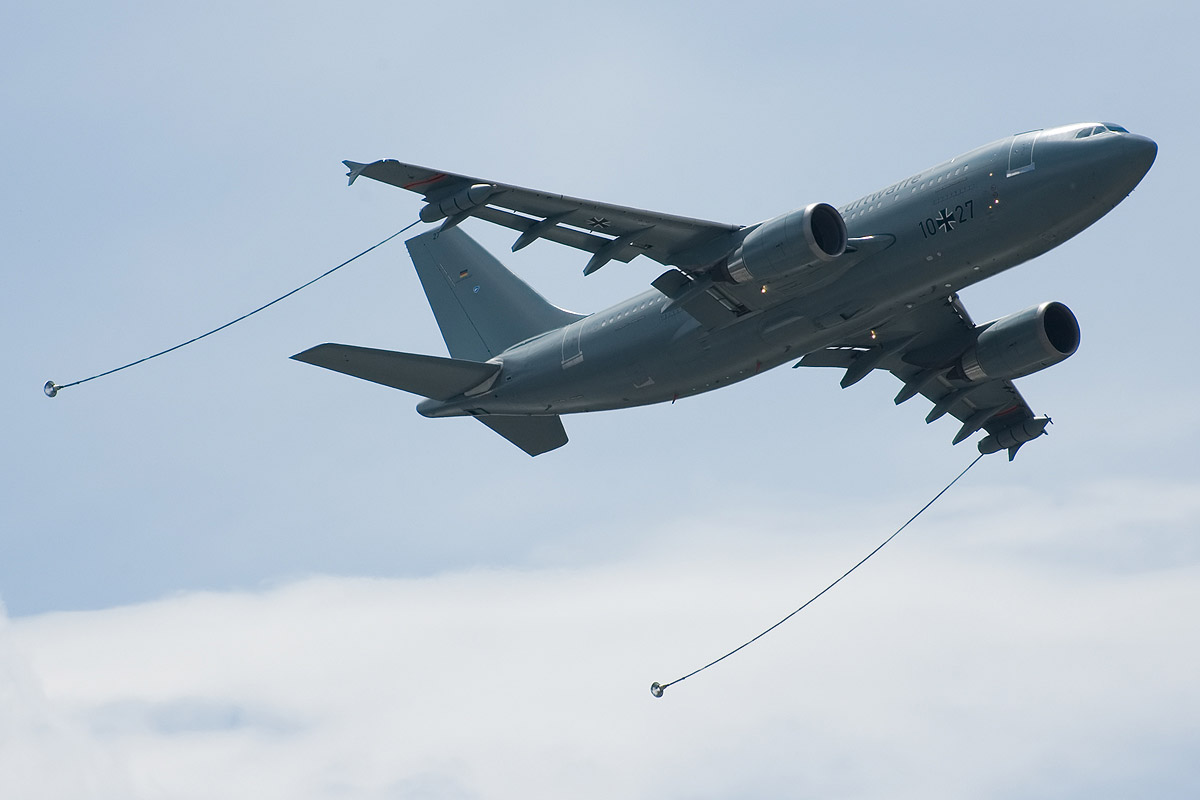
Airbus A310 MRTT của Luftwaffe sẵn sàng cho tiếp nhiên liệu, biểu diễn tại triển lãm hàng không Paris 2007

Thiết kế của các pod, gia cố cánh và các hệ thống được ký hợp đồng phụ với ITD SA, công ty con của ITP Group.
Không quân Đức đã trở thành khách hàng đầu tiên của MRTT, chuyển đổi 4 chiếc A310 trong số những máy bay A310 của họ. Các lực lượng Canada đang chuyển đổi 2 trong số 5 chiếc A310 của mình thành cấu hình MRTT, chúng có tên gọi là CC-150 Polaris trong biên chế của Canada.
Trong khi những chiếc MRTT hiện thời dựa vào đầu dò/phao hình phễu đề tiếp nhiên liệu, EADS đã đầu tư 90 triệu USD để nghiên cứu và phát triển một hệ thống cần tiếp nhiên liệu như hệ thống đang sử dụng bởi Không quân Mỹ. Họ hiện nay đã chào hàng những chiếc chở dầu từ A310 với các pod tiếp nhiên liệu đến những chiếc A330 MRTT lớn trang bị với các cần tiếp nhiên liệu.
A310 MRTT hơi nhỏ so với A330 MRTT. Từ việc chế tạo từ thân của A310 đến các chi tiết khác, nó đều có thể chỉ cần làm từ việc tân trang lại các máy bay dân dụng, hoặc như một nâng cấp từ những chiếc A310 của quân đội (tùy chọn bởi Đức và Canada). Khi là một máy bay chở dầu, nó có sức chứa nhiên liệu tương đương với KC-135R. Tuy nhiên vì cabin lớn, nó rất thuận tiện để chứa hàng hóa, vận chuyển các đơn vị lính, VIP, hoặc các mục đích sử dụng khác, nó chỉ thiếu khả năng hạ cánh trên các đường băng xấu như một máy bay vận tải chiến lược. Airbus hy vọng sẽ bán được những chiếc MRTT đến một số các quốc gia có nhu cầu thay thế những chiếc Boeing 707 chở dầu đã cũ của họ.

## Thông số kỹ thuật

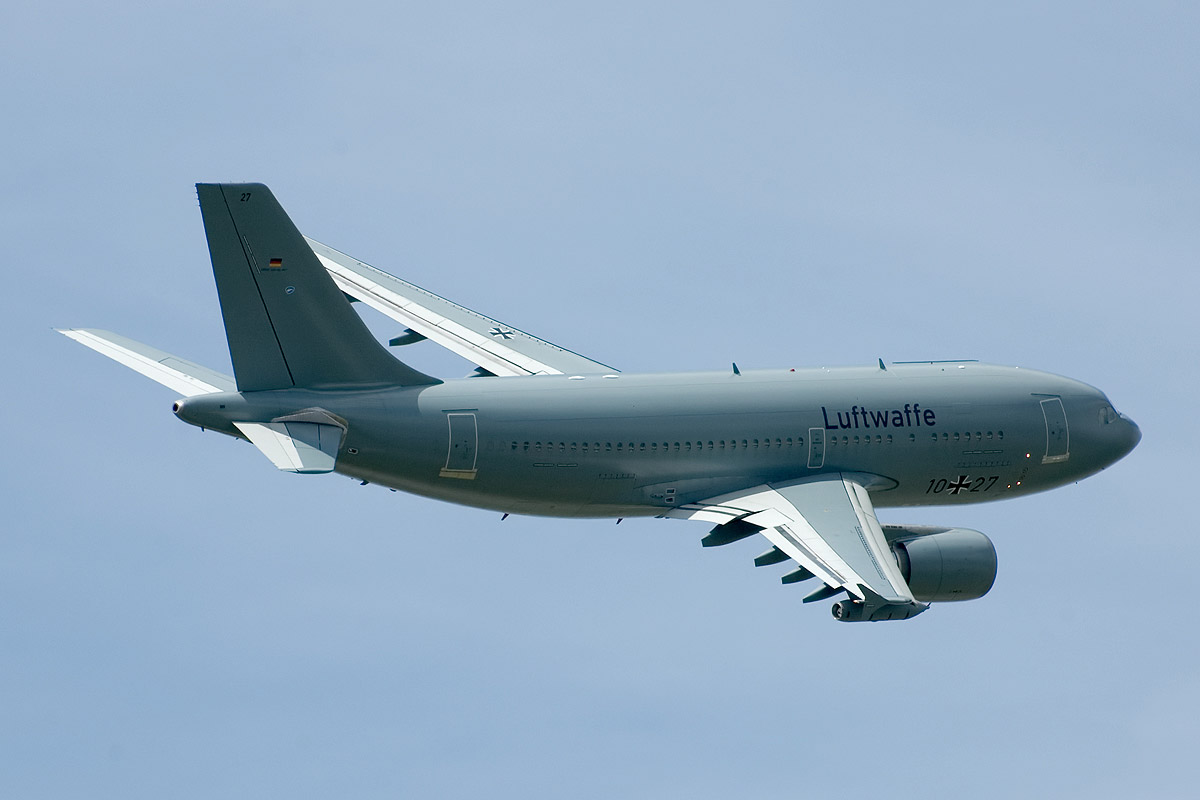
Airbus A310 MRTT thuộc Không quân Đức tại Triển lãm hàng không Paris 2007

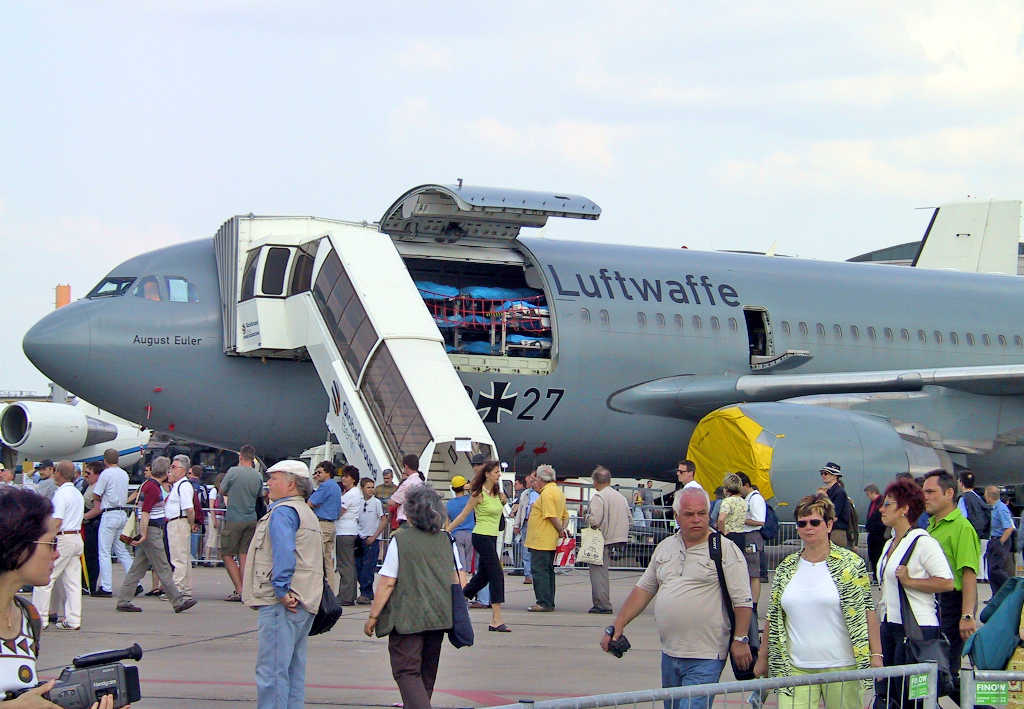
A310 MRTT August Euler của Không quân Đức

### Đặc điểm riêng
- Phi hành đoàn: n/a
- Chiều dài: 46.66m (153 ft 1in)
- Sải cánh: 43.9 m (144 ft)
- Chiều cao: 15.81m (51 ft 10in)
- Đường kính thân: 5.64m (18 ft 6in)
- Diện tích cánh: n/a
- Trọng lượng rỗng: 79 t (91.600 lb)
- Trọng lượng cất cánh: n/a
- Trọng lượng cất cánh tối đa: 164 t (174.150 lb)
- Động cơ: 2 x General Electric CF6-80C2 hoặc Pratt & Whitney PW4152/6, lực đẩy 59.000 lb

### Hiệu suất bay
- Vận tốc cực đại: Mach 0,79
- Tầm bay hành trình: 7.000 hải lý
- Tầm bay tối đa: 10.560 km (5700 hải lý)
- Trần bay: 12.500 m (41.000 ft)
- Vận tốc lên cao: n/a
- Lực nâng của cánh: n/a
- Lực đẩy/trọng lượng: n/a

### Máy bay có cùng sự phát triển
- Airbus A310
- CC-150 Polaris
- Airbus A330 MRTT
- Northrop Grumman KC-45

### Máy bay có tính năng tương đương
- KC-135 Stratotanker
- Boeing KC-767